# Сент-Север
Сент-Севе́р (фр. Sainte-Sévère) — коммуна во Франции, находится в регионе Пуату — Шаранта. Департамент — Шаранта. Входит в состав кантона Жарнак. Округ коммуны — Коньяк.
Код INSEE коммуны — 16349.
Коммуна расположена приблизительно в 400 км к юго-западу от Парижа, в 105 км юго-западнее Пуатье, в 33 км к западу от Ангулема.

## Население
Население коммуны на 2008 год составляло 540 человек.
| 1962 | 1968 | 1975 | 1982 | 1990 | 1999 | 2008 |
| ---- | ---- | ---- | ---- | ---- | ---- | ---- |
| 466  | 474  | 499  | 509  | 578  | 550  | 540  |

## Экономика
Основу экономики составляют сельское хозяйство и виноградарство. В центре коммуны расположен полигон бытовых отходов.
В 2007 году среди 354 человек в трудоспособном возрасте (15—64 лет) 261 были экономически активными, 93 — неактивными (показатель активности — 73,7 %, в 1999 году было 76,2 %). Из 261 активных работали 241 человек (136 мужчин и 105 женщин), безработных было 20 (7 мужчин и 13 женщин). Среди 93 неактивных 23 человека были учениками или студентами, 41 — пенсионерами, 29 были неактивными по другим причинам.

## Достопримечательности
- Церковь Сент-Север (XII—XIII века). В 1896—1898 годах церковь была полностью перестроена в нео-романском стиле
- «Римский лагерь», расположенный около древнеримской дороги Via Agrippa. Несмотря на своё название, укрепления датируются средними веками
- Курган tertre de l’Abattu

## Фотогалерея

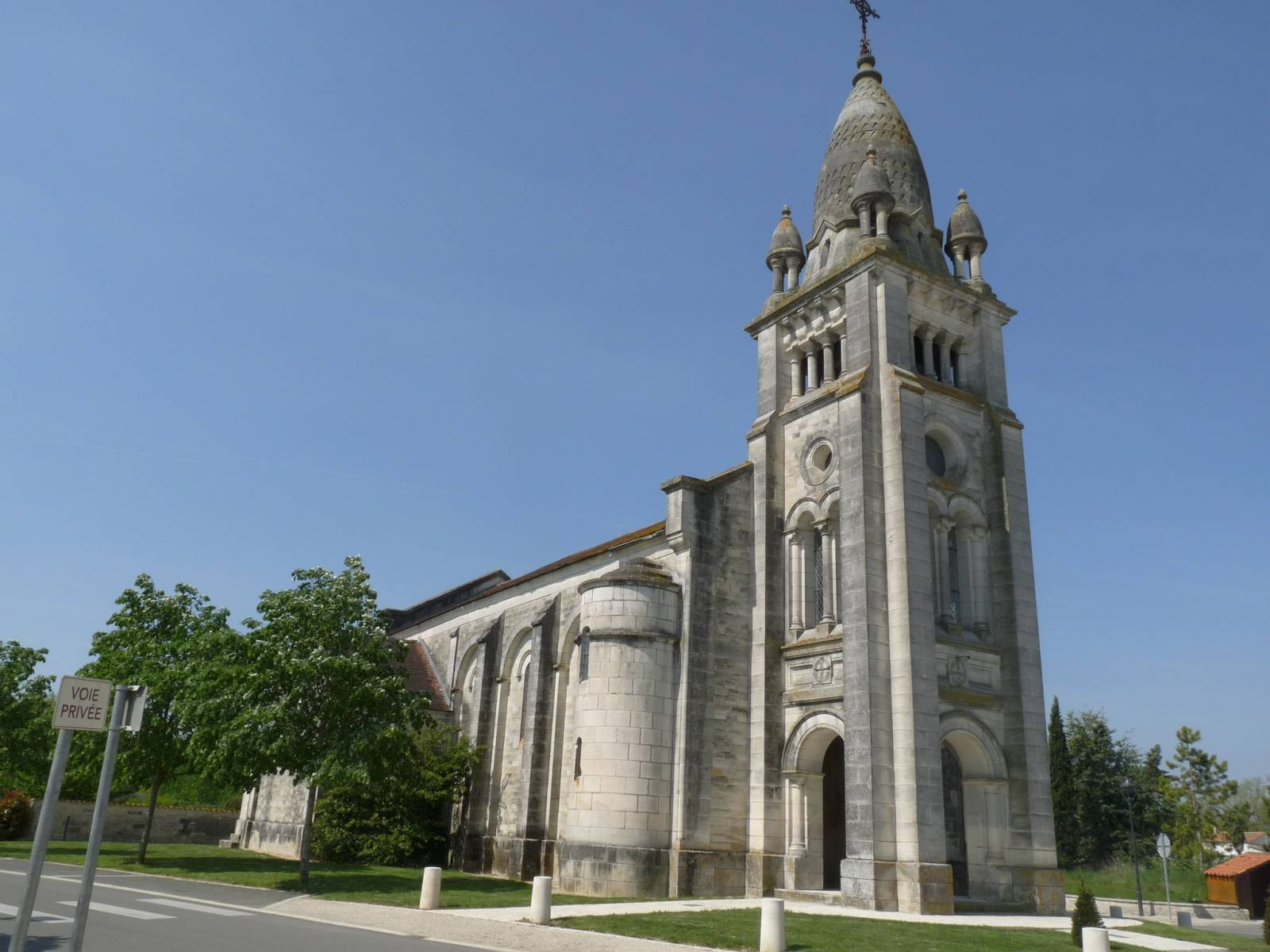
Церковь Сент-Север
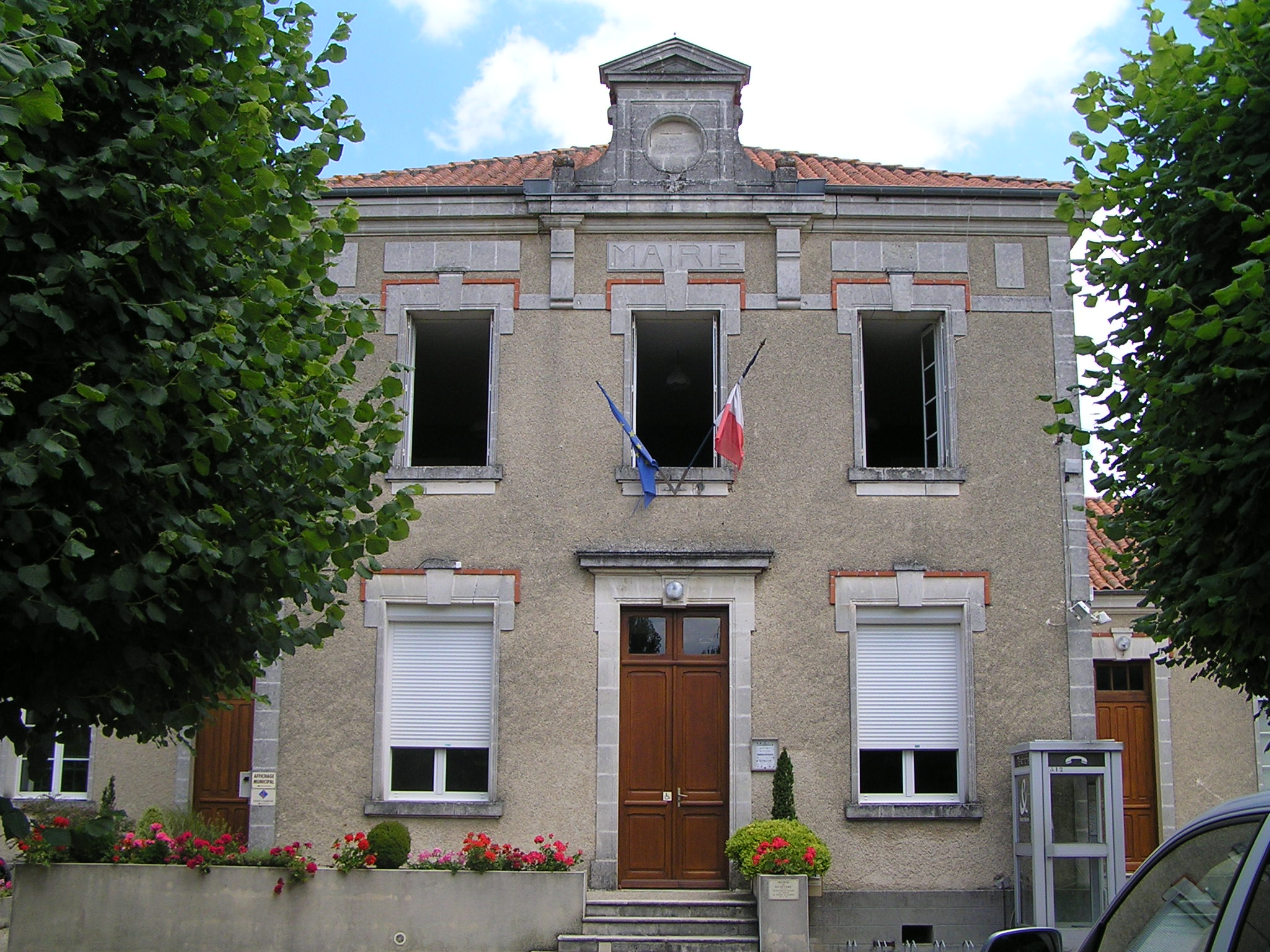
Мэрия
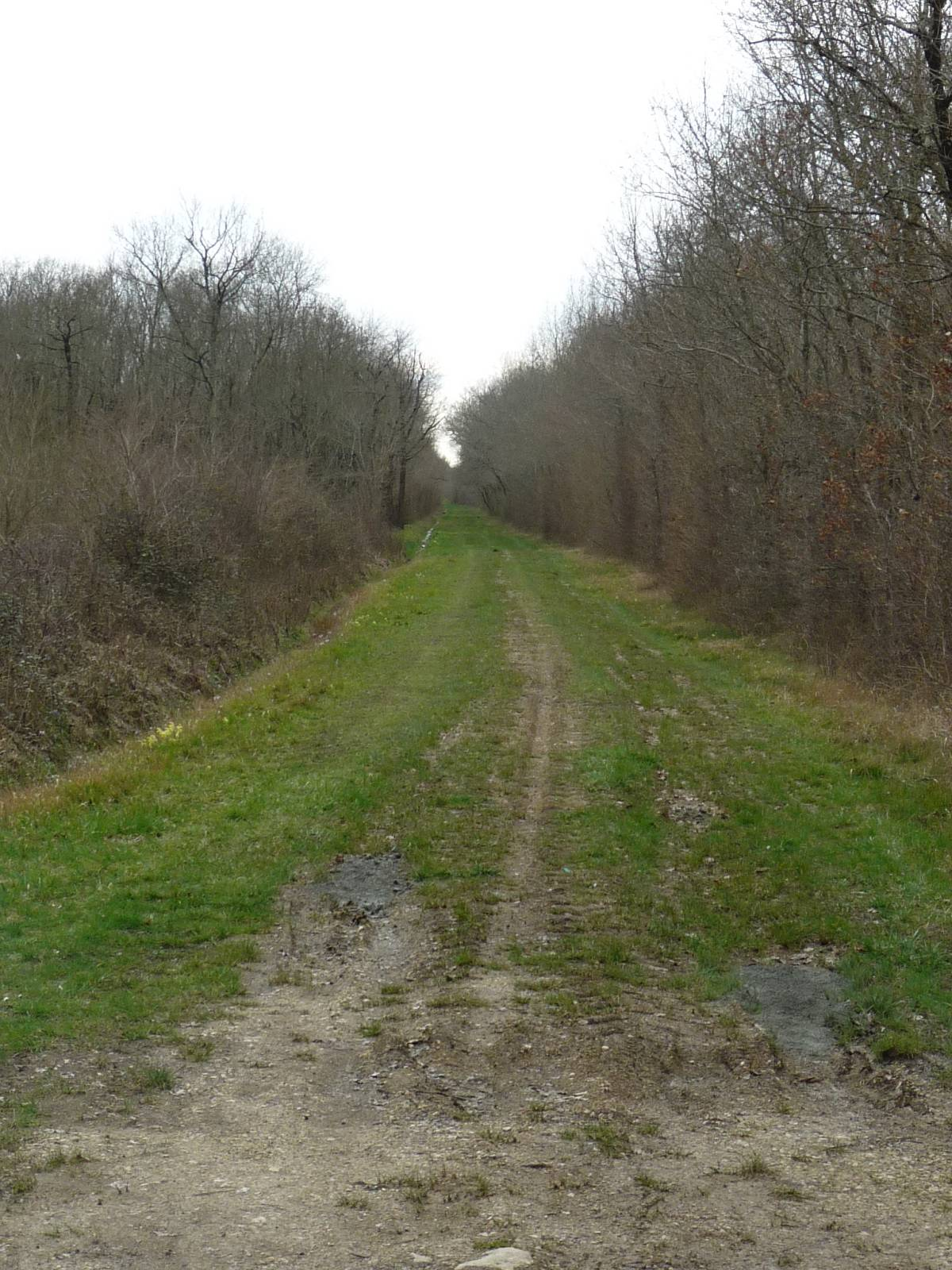
Древнеримская дорога Via Agrippa
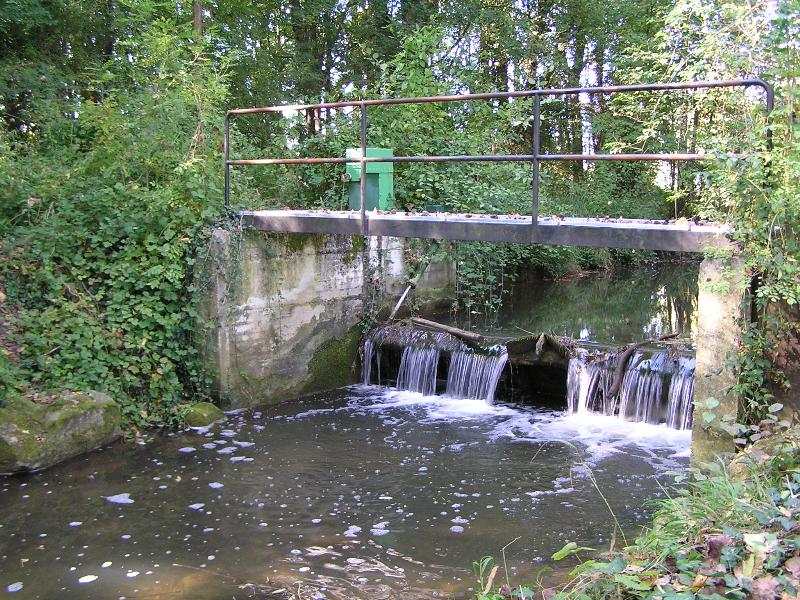
Река Солуар[фр.]